# Laurent Hervé
Pour les articles homonymes, voir Hervé.
Laurent Hervé est un footballeur français, né le 19 juin 1976 à Pont L'Abbé. Il évoluait au poste de milieu de terrain au Vannes OC, où il entraînera l'équipe première à partir de la saison 2014-2015.

## Biographie
Il joue en Ligue 1 et en Ligue 2 avec l'En Avant de Guingamp. 
Il joue également en Ligue 2 avec Vannes, club avec lequel il est finaliste de la Coupe de la Ligue en 2009.
En 2013, il revient à Vannes pour entraîner les U-19. Parallèlement, l'équipe A alors en National descend en CFA puis est relégué administrativement en DSE, il en prend les commandes en devenant l'entraîneur. Et en 4 saisons il fait remonter Vannes en National 2.

## Palmarès
- Champion de France de National en 2008 avec le Vannes OC
- Finaliste de la Coupe de la Ligue en 2009 avec le Vannes OC
- 2 sélections en Équipe de Bretagne : Ouest Indoor en 2000 et Bretagne – Congo (3-1 en 2008)